# Kannagi
Kannagi (яп. かんなぎ) — манга, написанная и проиллюстрированная Эри Такэнаси. Публикуется в журнале Comic Rex с января 2006 года. Аниме-сериал по сюжету произведения, выпущенный студией A-1 Pictures, транслировался с октября по декабрь 2008 года.

## Сюжет
Для своего школьного проекта Дзин сделал статую из священного дерева, и когда он уже собрался идти в школу, увидел, что статуя проросла к земле и вдруг превратилась в красивую девушку. Её зовут Наги, она синтоистский дух, хранитель деревни, и она недовольна тем, что кто-то спилил священное дерево, в котором она жила. Не имея дома, Наги была вынуждена остаться у Дзина, который пытается смириться с тем, что его произведение искусства стало девушкой.

## Персонажи
Наги  (яп. ナギ) — дух земли, ранее живший в священном дереве, но материализовавшийся в человекоподобной статуе. Очень симпатичная девушка; её поведение и вкусы, по мнению Дзина, не соответствуют возрасту. Осталась жить в доме у последнего. Восхищается телевидением. Из-за того, что она — дух, и ничего особенно хорошего у неё не выходит, свалила всю работу по дому на Дзина. Превосходно лжёт, хотя говорит, что просто умеет убеждать людей. Таким же образом убедила их, что она сестра Дзина, скрыв тем самым, кто она такая и почему живёт у Дзина. После того, как её дерево было срублено, Наги начала терять свою силу (сила божеств — поклонение). Однако, всё изменилось, когда кто-то создал сайт о Наги. Она сразу стала знаменитой и к ней вернулась сила.
Сэйю: Харука Томацу
Дзин Микурия (яп. 御厨 仁 Микурия Дзин) — человек, создавший тело (сосуд) для Наги. До появления Наги жил один. Неплохо справляется с делами по хозяйству. После того как Наги стала жить у него, ему приходится постоянно решать её проблемы. С давних пор дружит с Цугуми, которая периодически угощает его обедом. Учится с девушкой в одном классе. Родители Цугуми являются для него опекунами. Все считают, что он — брат Наги.
Сэйю: Хиро Симоно
Цугуми Аоба (яп. 青葉 つぐみ Аоба Цугуми) — подруга детства и одноклассница Дзина, которая влюблена в него. Она беспокоится за Дзина, несмотря на то, что между ними появляется некая Наги и выдумывает, что она — сводная сестра.
Сэйю: Миюки Савасиро
Дзангэ  (яп. ざんげ) — сестра Наги. Также дух земли. Так получилось, что людям не хватало одного священного дерева и они разделили его на два. Сначала люди считали два дерева олицетворением одного божества, но со времени всё изменилось и деревья стали олицетворять два разных божества, так и появилась Дзангэ. Так как её дерево не было спилено, то чтобы вновь встретиться с Наги ей пришлось вселиться в живого человека. Сразу стала звездой, блуждая по городу и предлагая всем искупить свои грехи (1 грех = 100 иен). Таким образом, она получала силу. Выглядит как монашка. На волосах закреплена заколка в виде крестика.
Сэйю: Кана Ханадзава
Мэгуру Акиба (яп. 秋葉 巡 Акиба Мэгуру) — один из трёх членов клуба искусства. Он утверждает, что вступил туда, а не в манга-клуб, потому что терпеть не может отношение людей к отаку, хотя сам считает себя им. Мэгуру посвятил себя рисованию манги и мечтает стать отличным мангакой. Его часто заносит, и он начинает говорить очень длинные и подробные речи, при этом говоря так быстро, что люди в конечном итоге просто игнорируют его.
Сэйю: Тэцуя Какихара
Сино Окоти (яп. 大河内 紫乃 О:ко:ти Сино) — вице-президент клуба искусства и подруга Такако. Постоянно ходит вместе с ней. Довольно тихая девушка. Со стороны наблюдает за отношениями между Дзином и Наги.
Сэйю: Маи Накахара
Такако Кимура (яп. 木村 貴子 Кимура Такако) — президент клуба искусств, хотя она очень мало знает об аниме, манге или играх. Любит дразнить юношей-членов клуба. Является преданным поклонником Наги, будучи полноправным участником её фан-клуба в школе.
Сэйю: Риса Хаямидзу
Дайтэцу Хибики (яп. 響 大鉄 Хибики Дайтэцу) — друг Дзина и член клуба искусств. Лучший во всём. Дзину говорит, что главное — страсть, и помогает ему найти своё призвание. Имеет грозный, на первый взгляд, вид, хотя в душе он чувствительный и мягкий человек, любящий кошек и боящийся призраков.
Сэйю: Таканори Хосино

## Список серий аниме
| № серии | Заглавие                                                   | Трансляция в Японии |
| ------- | ---------------------------------------------------------- | ------------------- |
| 1       | The Shrine Girl                                            | 04.10.2008          |
| 2       | Pretty Voice Attack!                                       | 11.10.2008          |
| 3       | The School`s Goddess                                       | 18.10.2008          |
| 4       | Sisters                                                    | 25.10.2008          |
| 5       | Discovery! Love the Dining Table God                       | 01.11.2008          |
| 6       | Nagi-tan`s Heart-stopping Craziness                        | 08.11.2008          |
| 7       | Cutie Big Pinch! The Super Spicy Hitsumabushi Strikes Back | 15.11.2008          |
| 8       | The Hill of Straying Storm                                 | 22.11.2008          |
| 9       | Embarassing School Comedy                                  | 29.11.2008          |
| 10      | Mike Takako, the Karaoke Warrior                           | 06.12.2008          |
| 11      | Yet, Uncertain                                             | 13.12.2008          |
| 12      | Truly Ephemeral                                            | 20.12.2008          |
| 13      | Jin, Lovestruck                                            | 27.12.2008          |

## Музыка
Открывающая композиция
- «motto☆Hade ni ne!» (motto☆派手にね！)

Исполняет Харука Томацу
Закрывающая композиция
- «Musuhi no Toki» (産巣日の時)

Исполняет Харука Томацу